# Olof Karlberg
Per Olof Karlberg, ursprungligen Nilsson, född den 26 augusti 1910 i Borås församling i Älvsborgs län, död den 26 mars 1969 i Lidingö församling i Stockholms län, var en svensk militär.

## Biografi
Efter studentexamen i Karlskrona 1928 avlade Karlberg marinofficersexamen vid Sjökrigsskolan 1931 och utnämndes samma år till fänrik i kustartilleriet, varefter han befordrades till underlöjtnant 1933 och löjtnant 1934. Åren 1937–1938 gick han Minkursen vid Sjökrigshögskolan och 1938–1939 Stabskursen där, varefter han 1939 befordrades till kapten och var vikarierande lärare vid Sjökrigsskolan från 1941. Han befordrades till major 1944 vid 34 års ålder och blev då den yngste i graden inom krigsmakten. Han var stabschef vid Göteborgs kustartilleriförsvar 1948–1950, befordrades till överstelöjtnant 1950 och var stabschef Kustartilleriinspektionen i Marinstaben 1950–1955 samt bataljonschef vid Vaxholms kustartilleriregemente 1955–1957. År 1957 befordrades han till överste, varefter han 1957–1962 var chef för Vaxholms kustartilleriregemente. Från 1962 till sin död 1969 var han ställföreträdande inspektör för kustartilleriet vid Marinstaben.
Olof Karlberg invaldes 1955 som ledamot av Kungliga Örlogsmannasällskapet och 1959 som ledamot av Kungliga Krigsvetenskapsakademien.
Olof Karlberg var son till vice brandchefen Adolf Nilsson och Selma Karlberg. Han gifte sig 1937 med Eva Simonsson (född 1910). Även hans bror Curt Karlberg var kustartilleriofficer. Karlberg är begravd på Lidingö kyrkogård.

## Utmärkelser
- Kommendör av första klass av Svärdsorden, 4 juni 1965.[8]